# Station Appilly
Station Appilly is een spoorwegstation in de Franse gemeente Appilly aan de spoorlijn Creil - Jeumont.